# Dorothy Manley
Dorothy Gladys Manley (født 29. april 1927, død 31. oktober 2021) var en britisk atletikudøver, som deltog i de olympiske lege i 1948 i London.

## Atletikkarriere
Manley begyndte at dyrke atletik, mens hun gik i skole. Oprindeligt dyrkede hun højdespring, men fandt ud af, at hun havde mere talent for sprint. På grund af anden verdenskrig kunne hun ikke konkurrere internationalt før efter krigen. Ved det britiske mesterskab i 1948 måtte hun nøjes med en femteplads i 100 m løb, men blev alligevel udtaget til OL i London samme år.
Ved legene løb hun først det individuelle 100 m løb, hvor hun vandt sit indledende heat og sin semifinale. I finalen var hun blandt andet oppe mod den hollandske verdensrekordholder på 100 yards, Fanny Blankers-Koen, der ganske vist var 30 år og egentlig regnet for at være ovre sin bedste tid. Men hun havde hurtigste tider frem til finalen, og hun vandt finalen sikkert, selvom Manley fik en god start. Manley blev dog nummer to, lige foran Shirley Strickland fra Australien. Manley løb også for sin nation i 4 × 100 meter stafet, hvor Storbritannien blev nummer fire.
Efterfølgende vandt Manley i 1950 sit eneste britiske mesterskab, hvilket blev i 200 m løb, og dette gjorde, at hun blev udtaget til    British Empire Games samme år. Her var hun med til at vinde sølv i et specielt stafetløb, hvor løberne løb skiftevis 220 og 110 yards, samt bronze i et lignende løb, hvor tre løbere løb henholdsvis 110, 220 og 110 yards. Senere på året deltog hun i EM og var her med til at vinde guld i 4 × 100 meter stafet, mens hun vandt bronze i 200 m løbet. Året efter var hun med til at sætte verdensrekord i 4 × 220 meter stafet, hvorpå hun indstillede sin karriere i 1952 som følge af sygdom.

## Videre liv
Manley fik en karriere som klaverlærer. Hun var gift to gange: Hendes første mand døde i 1973, hvorpå hun blev gift med John Parlett, der som hun havde deltaget i atletik ved OL 1948.<ref name=oly /

## OL-medaljer
- Storbritannien London  –  Sølv i atletik, 100 meterløb, kvinder